# Тинівка рудовола
Тинівка рудовола (Prunella rubeculoides) — вид горобцеподібних птахів родини тинівкових (Prunellidae).

## Поширення

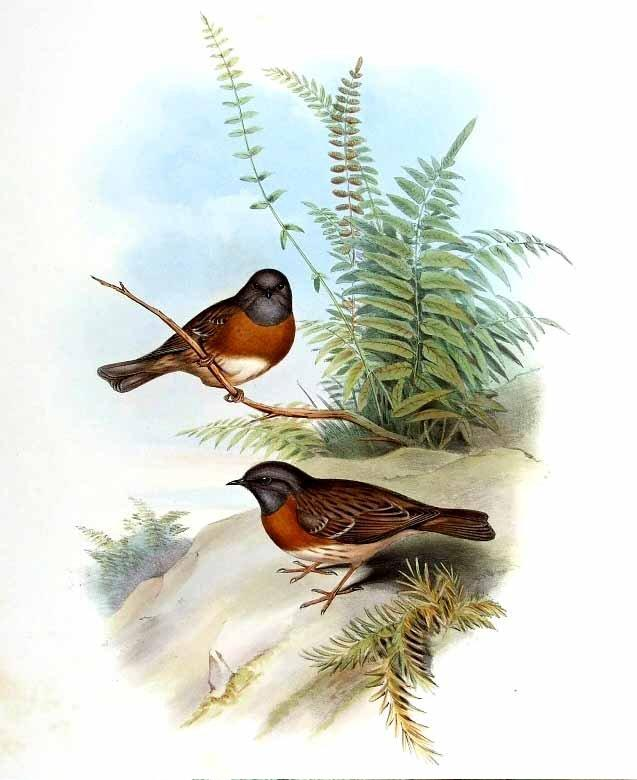
Рудоволі тинівки

Вид поширений у гірських регіонах Афганістану, Пакистану, Індії, Бутану, Непалу та Китаю, як правило, на висоті від 3000 до 5500 м над рівнем моря.

## Опис
Птах завдовжки 17 см. Голова та шия сірі. Спина, крила та хвіст коричневі з темними смужками. Горло помаранчеві. Черево блідо-коричневе.

## Спосіб життя
Птах поширений в горах вище зони лісів аж до лінії снігів. Взимку мігрує на нижчі висоти. Живиться безхребетними та насінням. Сезон розмноження триває з травня по серпень; за цей період може бути два виводки. Самець може спаровуватися з декількома самицями. Гніздо будує на землі під кущем або купиною. У гнізді 4 синьо-зелених яйця.